# NGC 3501
NGC 3501是一个位于狮子座的螺旋星系，距离地球8000万光年，有一个伴星系NGC 3507。

## 画廊

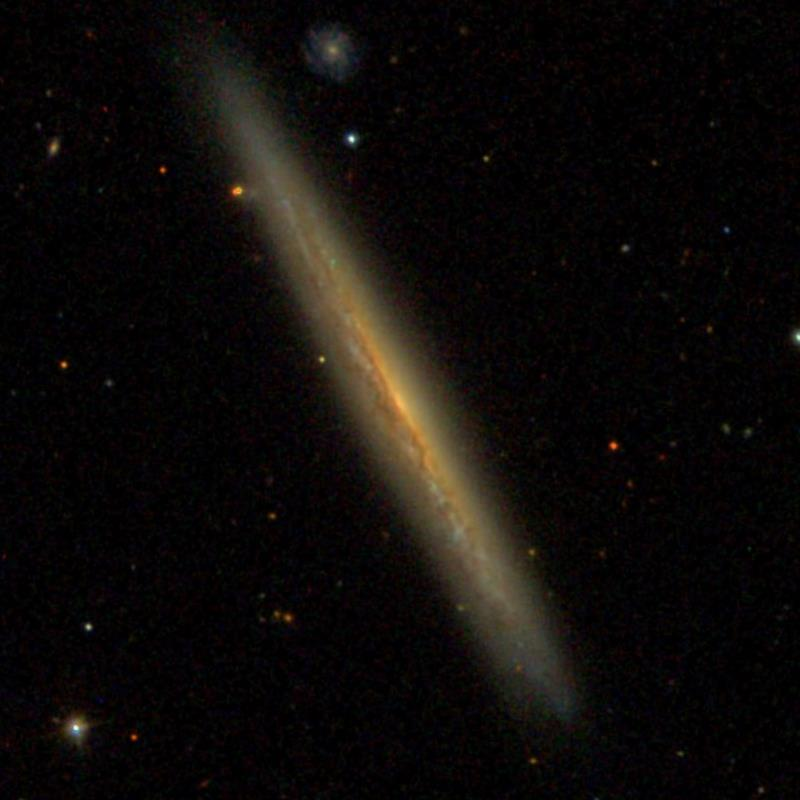
NGC 3501（SDSS DR14）
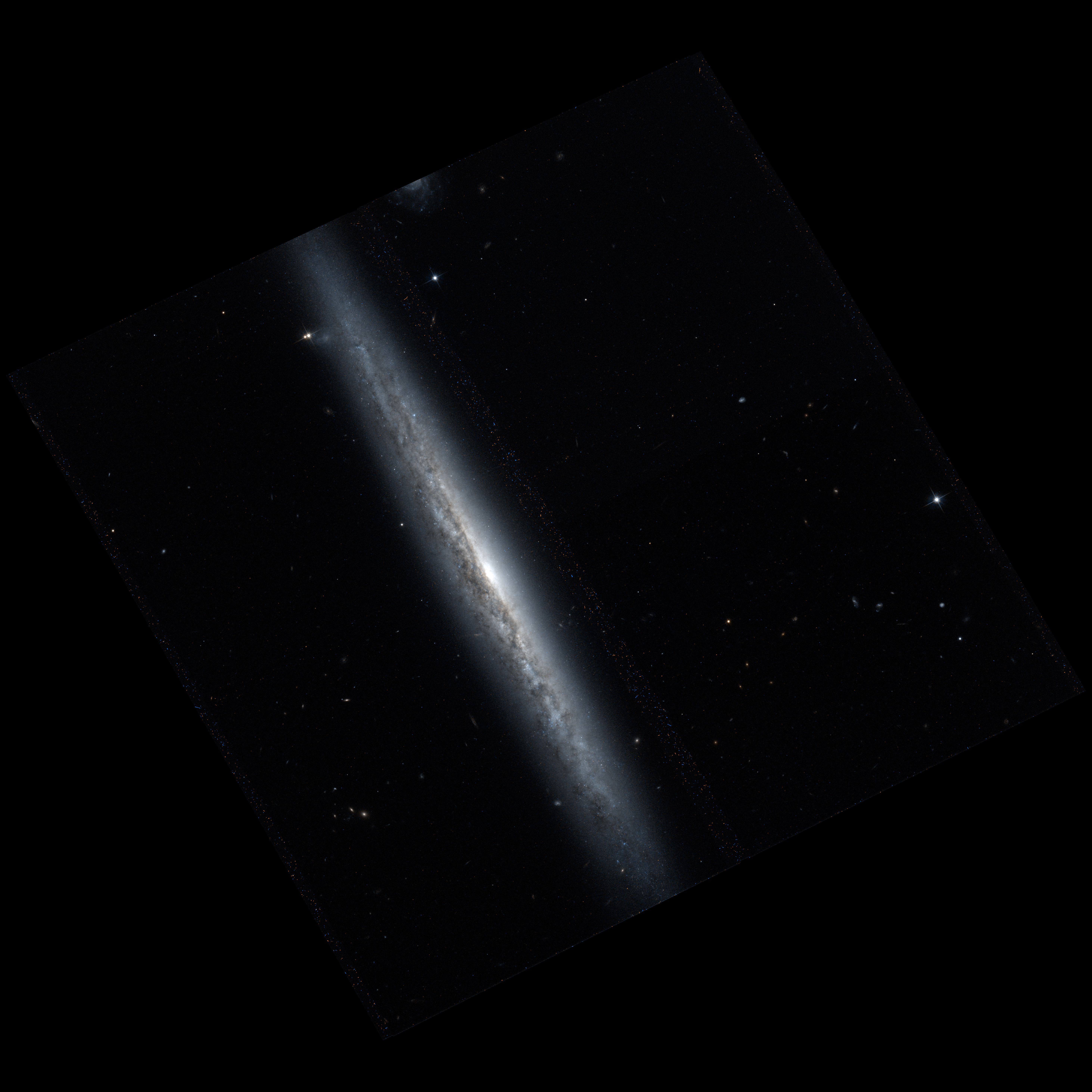
NGC 3501（HST）